# Karl Ploetz
Karl Julius Ploetz (auch Carl Plœtz und Karl Plœtz; * 8. Juli 1819 in Berlin; † 6. Februar 1881 in Görlitz) war ein deutscher Gymnasiallehrer, Fachbuch- und Schulbuchautor.

## Leben und berufliche Entwicklung
Karl Ploetz’ Vater war Wachtmeister bei den Garde-Ulanen der preußischen Armee und später Steueraufseher. Seine Mutter verstarb sehr früh. Nach dem Abitur am Joachimsthalschen Gymnasium 1839 begann Ploetz ein Studium an der Berliner Universität, das er jedoch wegen Geldmangels noch im ersten Jahr wieder abbrach. Von 1840 bis 1843 studierte er an der Sorbonne Philologie und lebte in Paris. Um sich den Lebensunterhalt für das Studium in Paris zu erarbeiten, schrieb er Artikel für Berliner Zeitungen und gab Sprachunterricht in Deutsch. Als er aus Berlin ein Angebot für eine Tätigkeit als Hauslehrer in der Familie des Grafen Adolf von Königsmarck (1802–1875) erhielt, unterbrach er sein Studium von 1843 bis 1845. Danach nahm er das Studium an der Universität Halle wieder auf und promovierte 1845 mit einer Dissertation zum Thema „De primo bello Mithridatico“ – über den Ersten Mithridatischen Krieg. Nach der Oberlehrerprüfung 1846 absolvierte er das vorgeschriebene Pflichtjahr an einem Gymnasium. Daraufhin war er zunächst Hilfslehrer am Französischen Gymnasium in Berlin.
Unter Berücksichtigung dieser ersten gesammelten Erfahrungen als Lehrkraft verfasste Karl Ploetz 1847 die ersten Lehrbücher für das Erlernen der französischen Sprache. Das waren 1847 das Buch Vocabulaire systématique 1848 das Elementarbuch der französischen Sprache, die Schulgrammatik der französischen Sprache, Petit vocabulaire francaise und 1851 die Französische Chrestomathie. Das Didaktisches Ziel dieser Lehrbücher war nicht die formale Schulung des Geistes am Sprachstoff, sondern die „Einführung in das innerste Wesen der Sprache“. Diese Lehrwerke und ihre revolutionierende Methodik waren es, die den lang anhaltenden Ruf von Plotz als maßgeblicher Vertreter des neusprachlichen Unterrichts in Deutschland begründeten. Von 1848 bis 1852 war er Französischlehrer am Gymnasium Katharineum zu Lübeck, anschließend kehrte er als Fachlehrer für Französisch und Geschichte ans Französische Gymnasium nach Berlin zurück. Ähnlich einschneidend war ab 1855 seine Idee, zur Festigung des Faktenwissens im Geschichtsunterricht Kompendien, die als reine Faktensammlungen konzipiert waren, zusammenzustellen und herauszugeben. Seine erste Publikation in diesem Bereich war eine nur 32-Seiten umfassende Broschüre Les principales dates de l`histoire universelle – ein Auszug wichtiger Jahreszahlen, Namen und Fakten der Weltgeschichte. Doch das war nur der Auftakt. Es folgten ausgedehnte Reisen nach Athen, London, Paris, Rom und in die Schweiz, die dem Sammeln von Informationen dienten und sich vor allem über die Jahre von 1857 bis 1859 erstreckten. Nach weiteren intensiven Arbeiten am Stoff, dem Zusammentragen und Gewichten von historischen Fakten kam dann 1863 der Auszug aus der alten, mittleren und neueren Geschichte, als Leitfaden und zu Repetitionen, sowie die Hauptdaten der Weltgeschichte heraus. Das war die Geburtsstunde des „Großen Ploetz“ (Auszug) und des „Kleinen Ploetz“ (Hauptdaten). Für seine Leistungen wurde Karl Ploetz 1858 mit dem Professorentitel zum „dritten Lehrer“ befördert. Jedoch schied er bereits ein Jahr darauf wegen eines heftigen Streites mit einem Kollegen aus dem Schuldienst aus.
Nun konnte sich Karl Ploetz völlig auf seine Fachpublikationen konzentrieren. In den Jahren von 1864 bis 1879 lebte er in Paris, bis auf die Kriegszeit zwischen 1870/1871. Dabei verbesserte er seine Fachbücher weiter, ergänzte die bisher für Französisch erschienene Reihe durch die „Latein Vorschule“ und einen Latein- „Cursus für die untere Klasse“. Vor allem aber kümmerte er sich intensiv um die Weiterentwicklung der Geschichtskompendien mit der immer konzentrierteren aber zugleich auch breiter angelegten Ausgabe beider Komplexe, des „Auszuges“ und der „Hauptdaten“. Für den Französischunterricht trug er erheblich dazu bei, die von Johann Heinrich Philipp Seidenstücker entwickelte, aber fast in Vergessenheit zu geraten scheinende synthetische Lernmethode weiter zu verbreiten.
Karl Ploetz heiratete am 23. Juli 1848 in Berlin Cäcilie geborene Reiß, älteste Tochter des Königlichen Hofjuweliers Johann Ferdinand Reiß und seiner Ehefrau Auguste geborene Vignolle. Aus der Ehe gingen drei Söhne und eine Tochter hervor.
Nach einem Schlaganfall 1879 übersiedelte die Familie Ploetz nach Görlitz über. Karl Julius Ploetz verstarb am 6. Februar 1881 in Görlitz.
Zwei seiner Söhne führten die vom Vater in die Tat umgesetzten Ideen dann in dem 1893 gegründeten A.G. Ploetz Verlag weiter, der 1972 an den Verlag Herder überging, aber 1995 aufgelöst wurde. Überlebt hat aber Der Große Ploetz, er ist 2008 in 35. und völlig überarbeiteter Auflage im Verlag Vandenhoeck & Ruprecht erschienen. In der heutigen Version umfasst er 2128 Seiten, wiegt 2,8 kg. Inzwischen werden die Texte durch etwa 200 Karten, ca. 250 Schaubilder und Übersichten noch deutlicher veranschaulicht.

## Schriften
- Vocabulaire systématique. 1847.

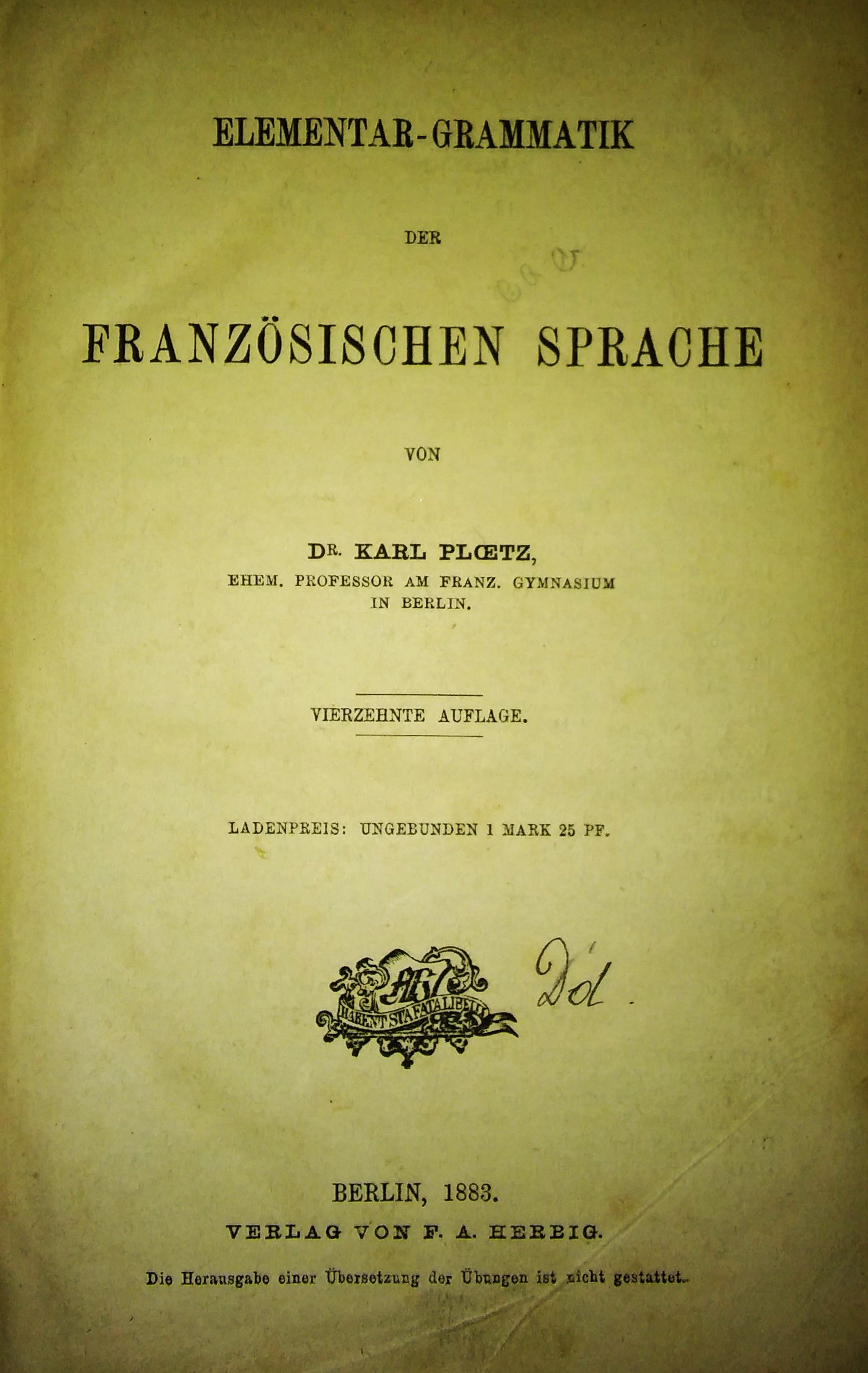
Elementar-Grammatik der französischen Sprache.

- Elementarbuch der französischen Sprache. 1848; 31. Auflage, Berlin 1877 (Digitalisat).
- Schulgrammatik. 1848.
  - Schulgrammatik der französischen Sprache. 20. Auflage, Berlin 1869 (Digitalisat).
- Petit vocabulaire francaise. 1849.
- Französische Chrestomathie. 1851.
- Les principales dates de l’histoire universelle. 1855.
- Vocabulaire systematique et quide de conversation française. 1862. (Digitalisat)
  - Vocabulaire systematique et quide de conversation française – Methodische Anleitung zum Französisch Sprechen. 16. Auflage. Berlin 1879 (Digitalisat)
- Auszug aus der alten, mittleren und neueren Geschichte, als Leitfaden und zu Repetitionen. 1863.
- Hauptdaten der Weltgeschichte. 1863; 15. Auflage. Verlag von A. G. Ploetz, Berlin 1901 (Digitalisat).
- Lateinische Vorschule. Erster Cursus für die unterste Klasse (Sexta). Berlin 1863 (Digitalisat).
  - Lateinische Vorschule. (Erster Cursus der lateinischen Elementargrammatik). 3. Auflage. Berlin 1870 (Digitalisat).
  - Lateinische Elementar-Grammatik. (Zweiter und letzter Cursus der lateinischen Vorschule). Berlin 1870 (Digitalisat).
- Auszug aus der Alten, Mittleren und Neueren Geschichte. 5. Auflage. Berlin 1874 (Digitalisat); 8. Auflage 1884.
- Kurzgefaßte systematische Grammatik der französischen Sprache. 1877.
- Methodisches Lese- und Übungsbuch. 1878.
- Elementarbuch der französischen Sprache. 1884.